# Cantó de Lió-XIII
El cantó de Lió-XIII és un antic cantó francès del departament del Roine, situat al districte de Lió. Compta part del municipi de Lió.

## Municipis
- Comprèn la part oriental del 3r districte de Lió, limitat a l'oest per l'avinguda Félix Faure (entre la plaça des Maisons Neuves i la plaça Rouget de l'Isle), l'avinguda Lacassagne i la rue del Docteur Rebatel. Aplega el barri de Montchat (al nord del sector de Grange Blanche) i una part de Dauphiné/Sans-Souci.

| Data d'elecció                           | Identitat              | Partit                     | Qualitat |
| ---------------------------------------- | ---------------------- | -------------------------- | -------- |
| 1945-1951                                | Antoine Rey            | PCF                        |          |
| 1951-1964                                | Pierre Rouby           | RPF                        |          |
| 1964-1982                                | Jean Baridon           | UNR, després Divers droite |          |
| 1982-2008                                | Jean Flacher           | UDF, després DL            |          |
| 2008-2014                                | Najat Vallaud-Belkacem | PS                         |          |
| les dades anteriors no són pas conegudes |                        |                            |          |